# Phrynobatrachus irangi
Phrynobatrachus irangi és una espècie de granota que viu a Kenya.
Està amenaçada d'extinció per la pèrdua del seu hàbitat natural.